# Mariusz Jurkiewicz
Mariusz Jurkiewicz, poljski rokometaš, * 3. februar 1982, Lubin.
Leta 2010 je na evropskem rokometnem prvenstvu s poljsko reprezentanco osvojil 4. mesto.